# デスペラード (プロレス)
リアル・デスペラードは、WRESTLE-1のヒールユニットである。

## 略歴

### デスペラード
2013年
- 9月8日、WRESTLE-1旗揚げ戦で全日本プロレスから続いてきたSTACK OF ARMSの河野真幸が船木誠勝とのタッグで桜庭和志&柴田勝頼とのタッグで対戦して河野が敗れた後に崔領二と佐藤耕平が登場し河野とともに船木を急襲をして河野が船木を裏切りデスペラードを結成。また旗揚げシリーズでは河野軍と表記されていた。
- 9月15日、名古屋大会でKAZMA SAKAMOTOが初参戦して、その場で加入。
- 10月8日、福島大会でレネ・デュプリが加入。

2014年
- 6月1日、ZERO1後楽園ホール大会でデスペラードvsZERO1の対抗戦で河野と崔がデーモン植田&拳剛と対戦。崔はこの大会で唯一ZERO1所属選手としてWRESTLE-1側に回った。
- 10月8日、後楽園ホール大会でデスペラードのスパイとしてTAJIRIが加入する。また河野がWRESTLE-1チャンピオンシップを戴冠し初代王者となった。
- 12月23日、後楽園ホール大会で黒潮"イケメン"二郎とタッグを結成した土肥孝司が黒潮を裏切り加入。

2015年
- 5月5日、後楽園ホール大会で留学生のパニッシャー・ビッグ・ブルートが加入。
- 5月16日、新宿大会にミスターロバートが4か月ぶりに登場。
- 8月3日、河野が追放。
- 9月6日、川口大会においてKAZMA&土肥対河野のハンディキャップマッチが「DESPERADOコントラDESPERADO」として行われてKAZMA&土肥組が勝利。また河野と結託していたNOSAWA論外が河野を裏切り加入。

### リアル・デスペラード
- 9月7日、NOSAWAがユニット名をリアル・デスペラードとすることを宣言。
- 11月27日、後楽園ホール大会で火野裕士が加入。

## メンバー
- 火野裕士（3代目リーダー）
- NOSAWA論外
- MAZADA

## 元メンバー
- エル・イホ・デル・パンテーラ
- 河野真幸（初代リーダー）
- 崔領二
- 佐藤耕平
- TAJIRI
- ビッグ・ブルート
- レネ・デュプリ
- 土肥孝司
- KAZMA SAKAMOTO（2代目リーダー）

## リアル・デスペラード式ピラニアマッチ
KAZMA SAKAMOTOと土肥孝司がWRESTLE-1タッグチャンピオンシップに挑戦した際に要求して成立した試合形式でルールが非常に特殊なランバージャックの試合形式。
- 場外フェンスの内側に入れるのはリアル・デスペラードの選手のみ。
- リング内で戦う選手が場外に落ちた際はリアル・デスペラードの選手がリングへ戻す。
- WRESTLE-1所属選手がフェンスを乗り越えた際は反則行為となる。
- SAKAMOTOの用意したミスター・ロバートがサブレフェリーとして起用される。